# Scientology

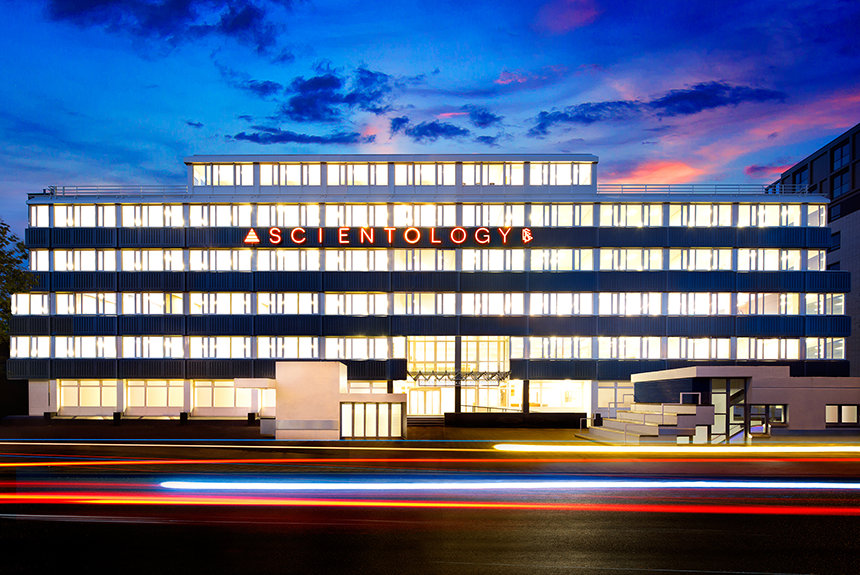
Scientologykerk Amsterdam

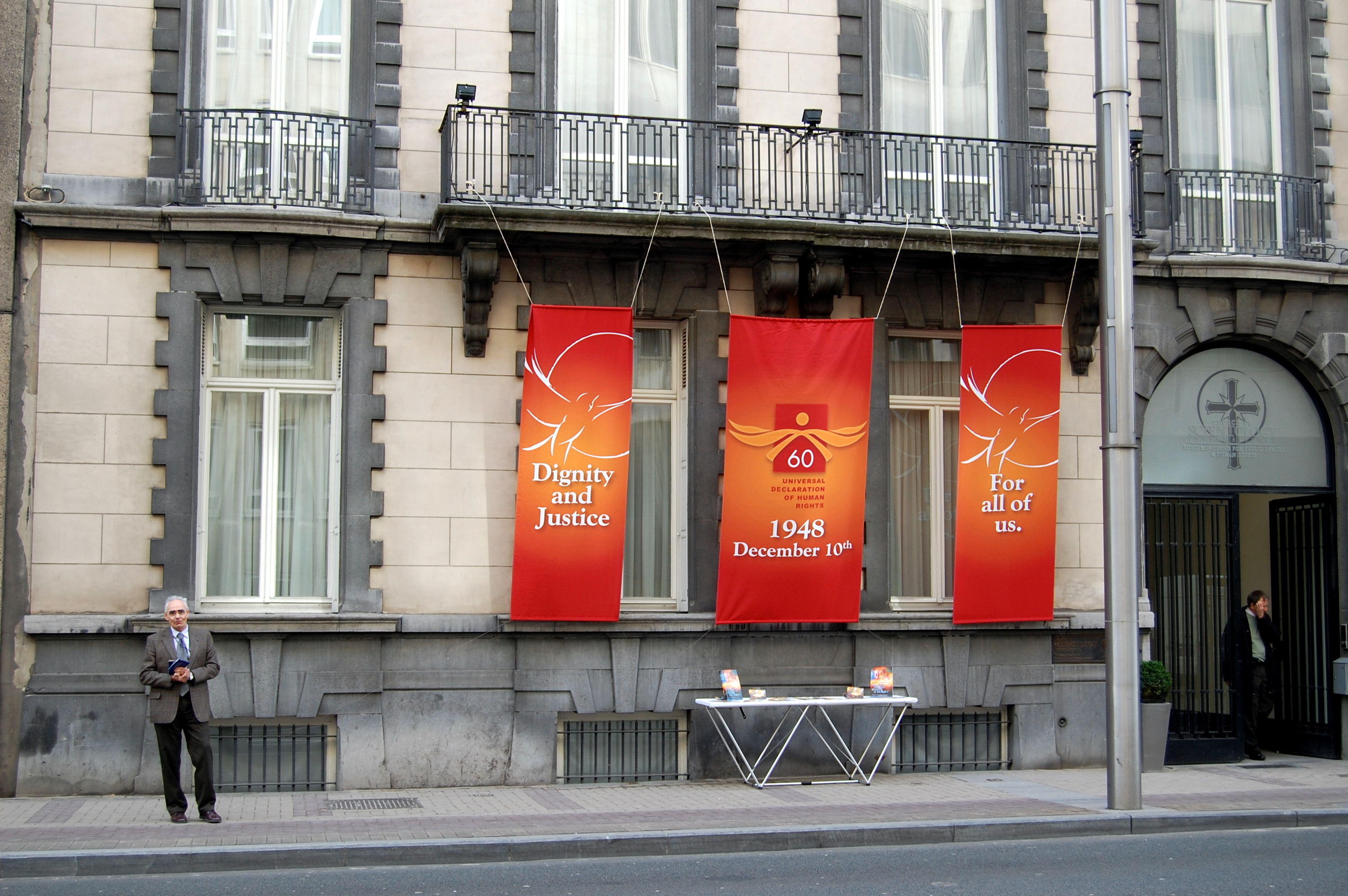
Scientology's mensenrechtenkantoor in Brussel

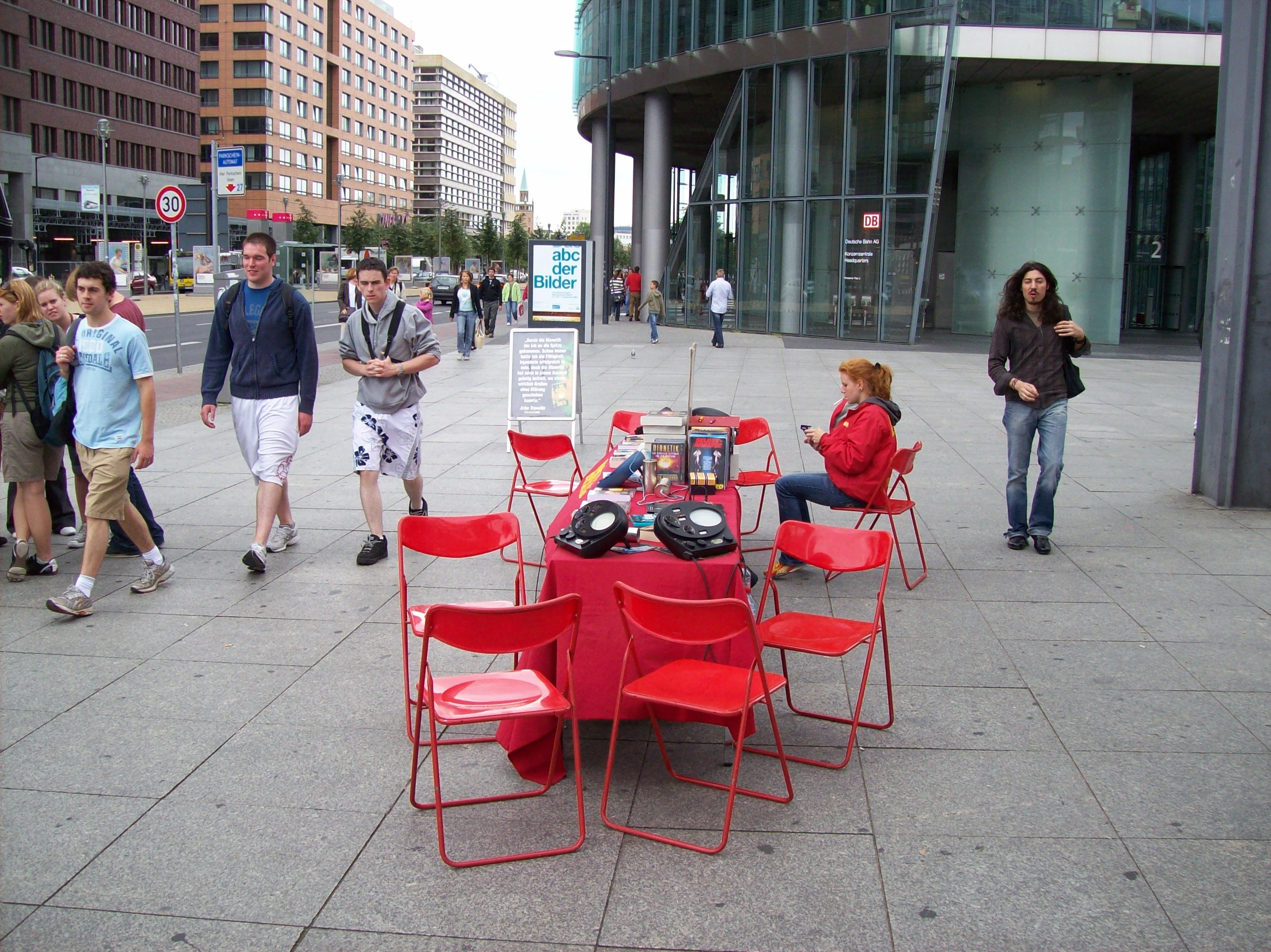
Lid van Scientology bij wervingsactie nabij de Potsdamer Platz in Berlijn

Scientology is een reeks overtuigingen en praktijken die zijn uitgevonden door de Amerikaanse auteur L. Ron Hubbard, en een aanverwante beweging gebaseerd op zijn boek Dianetics uit 1950. Hubbard begon zijn carrière als schrijver van onder andere sciencefictionverhalen en romans. Scientology wordt op verschillende manieren gedefinieerd als een sekte, een bedrijf of een nieuwe religieuze beweging.
Haar aanhangers worden scientologen genoemd. De grootste organisatie die Scientology praktiseert en uitdraagt is de Scientologykerk, een gecentraliseerde en hiërarchische organisatie gevestigd in Florida en California, hoewel beoefenaars onafhankelijk van de kerk bestaan in wat de Free Zone wordt genoemd. Het aantal scientologen wereldwijd wordt geschat op minder dan 40.000.

## Algemeen
Scientology is rond 1952 ontstaan uit Dianetica, een systeem van zelfhulp met psychosomatische effecten. De filosofie gaat uit van de aanname dat het individu een onsterfelijke geest is, die een lichaam heeft en een verstand (binnen Scientology niet synoniem met hersenen) gebruikt om met het lichaam in de materiële wereld te verkeren. Elk individu wordt door zijn verblijf in de materiële wereld ongunstig beïnvloed door traumatische gebeurtenissen en daarbij behorende in het verstand opgeslagen en vergeten momenten van mentale energie (engrams). Scientologytechnieken zouden de negatieve effecten van deze gedurende vele levens verzamelde ballast kunnen uitwissen.
De Scientologykerk ontstond in 1952 als een praktische religie vanuit een bedrijf met winstoogmerk. Vandaag vormt ze het centrum van een complex wereldwijd netwerk van organisaties die zich wijden aan de bevordering van Hubbards filosofieën op alle gebieden van het leven. Dit omvat de centra voor drugsrevalidatie (Narconon), rehabilitatie van gedetineerden (Criminon), activiteiten op het gebied van vermeende wantoestanden in de psychiatrie (Nederlands Comité voor de Rechten van de Mens), projecten voor efficiënte onderwijsmethodes in scholen (toegepaste scholastiek), enzovoorts. Vele rechtszaken en kritiek richten zich erop dat de Scientologykerk een winstgevende organisatie is. Binnen de Scientologyorganisaties is in de loop der jaren veel te doen geweest over de wijze van toepassing van Hubbards geschriften. Hubbard zelf schreef problemen die de Scientology in de maatschappij ondervindt vooral toe aan foutieve of onvolledige toepassing van door hem geoptimaliseerde methoden en technieken.
De Scientologykerk stelt zelf dat zij wereldwijd miljoenen leden heeft, maar volgens onafhankelijke bronnen zijn dat er 30.000 à 50.000, vooral in de Verenigde Staten, en zou het aantal dalende zijn. Volgens oud-aanhangers telt Scientology in Nederland tussen de 100 en 200 leden en in België 300 à 500 leden. Scientology wordt doorgaans in media als controversieel gezien. Dat is enerzijds omdat Scientology door media, sommige oud-leden, alsook sommige overheden wordt aangemerkt als een sekte, en anderzijds omdat de Scientologykerk met de gelieerde organisaties fel gekant is tegen diverse aspecten van hedendaagse psychiatrie (zij beschouwt deze als pseudowetenschap). Oud-leden spreken vaak over de naar hun mening manipulatieve aard van de 'sekte'; zo zou een lidmaatschap van meerdere jaren honderdduizenden dollars kosten. Scientology richt zich onder meer volgens Anonymous op zogenaamde hoofdgroepen, rijke beroemdheden zoals Tom Cruise en John Travolta, en 'makkelijk te manipuleren' jonge mensen. Scientology heeft een eigen spionagedienst, de Office of Special Affairs (OSA). Daarnaast heeft Scientology een eigen marine, genaamd Sea Org.

## Oorsprong
Scientology is gebaseerd op dianetica, een ouder systeem van zelfverbeteringstechnieken die oorspronkelijk in Hubbards boek Dianetics, the Modern Science of Mental Health uit 1950 werden beschreven. Onmiddellijk voorafgaand aan de publicatie van dit boek voerde Hubbard met occultist Jack Parsons geheime riten uit die ontwikkeld waren door Aleister Crowley. Sommige critici wijzen op de vele overeenkomsten tussen het geschrift van Hubbard en de doctrines van Crowley. In zijn boek Dianetics neemt Hubbard echter nadrukkelijk afstand van het idee dat occultisme bij problemen van de geest een rol zouden spelen. Dianetics ging ervan uit dat menselijke problemen per definitie voortkomen uit hetgeen de persoon in kwestie in het leven is overkomen of aangedaan.
Uit Hubbards onderzoeksverslagen blijkt dat de ontwikkeling van de dianetische techniek hem na 1950 noopten om zijn theorie en technieken uit te breiden tot voorbij de grenzen van de materiële wereld. Hoewel zijn dianetische techniek in gebruik bleef en hij die in latere decennia standaardiseerde en gemakkelijker toepasbaar maakte, besteedde hij na 1951 zijn aandacht vooral aan wat hij later Scientology noemde, waarbij een meer spirituele aanpak werd gevolgd. Bij het behandelen van mentale problemen worden sindsdien ook vorige levens betrokken. De menselijke geest werd daarbij meer en meer gezien als oorzaak van de materiële wereld, en van problemen, dan als gevolg daarvan. Persoonlijke verantwoordelijkheid ging nu een belangrijke rol spelen en Hubbards opvattingen begonnen overeenkomsten te vertonen met aspecten van sommige oosterse religies.
Het woord Scientology heeft een eigen geschiedenis. In 1934 publiceerde de Argentijns-Duitse schrijver Anastasius Nordenholz een boek waarin het woord positief gebruikt wordt: Scientologie, Wissenschaft von der Beschaffenheit und der Tauglichkeit des Wissens (Scientology, wetenschap van de aard en de deugdelijkheid van kennis). Nordenholz' boek onderzoekt het bewustzijn, en zijn gebruik van het woord verschilt weinig van de definitie van Hubbard: "weten hoe te weten". Nochtans is het niet duidelijk of Hubbard zich van deze vroegere betekenissen bewust was. Het woord scientology is samengesteld uit het Latijnse scientia (kennis, wetenschap) en het Griekse logos (woord, verhaal, gedachte, denken). Waarschijnlijk kwam de betekenis van Hubbard, net als die van Nordenholz, uit een eenvoudige vertaling van deze woorden voort.

## Geloofsovertuigingen en gebruiken
De doctrines van de Scientology werden gevestigd door Hubbard gedurende een periode van ongeveer 33 jaar tussen 1950 en zijn dood in januari 1986. Deze doctrines zijn in de vorm van duizenden lezingen, boeken en essays uitgegeven. De meeste basisprincipes van de Scientology werden opgesteld tijdens de eerste 15 jaar van het bestaan. Hubbard wijdde veel van zijn latere leven aan de esoterische hogere niveaus (of "Geavanceerde Technologieën") van het scientologysysteem. De kerk beschrijft zijn acties als het verbeteren en het uitweiden over deze principes.
Het centrale geloof van Scientology is dat een persoon een onsterfelijk spiritueel wezen (thetan) is die een gedachte en een lichaam bezit, en dat de persoon fundamenteel goed is. Het leven dat men zou moeten leiden is een van voortdurend geestelijk en ethisch onderwijs, voorlichting en verbetering, zodat hij/zij gelukkig kan zijn en uiteindelijke redding bereikt. Daarnaast is het doel om efficiënter te zijn in het verbeteren van de wereld. Scientology beweert specifieke methodologieën aan te dragen om een persoon bij te staan om dit te bereiken. Thetans zijn de onsterfelijke geesten van vreemde wezens die 75 miljoen jaar geleden door Xenu naar de aarde werden gebracht. Het idee van Xenu zou Hubbard ontleend hebben aan zijn sciencefictionverhalen.
Een ander basisprincipe van Scientology is dat er drie fundamentele met elkaar verbonden (en intrinsiek spirituele) componenten zijn die de eigenlijke bouwstenen voor een succesvol leven zijn: affiniteit, werkelijkheid (of overeenkomst), en communicatie, wat gelijk wordt gesteld aan begrip. Hubbard noemde dit de "ARC-driehoek" (Affinity, Reality, Communication). Scientologyleden gebruiken ARC om hun leven te verbeteren, hoofdzakelijk gebaseerd op de overtuiging dat wanneer één aspect van de driehoek verbetert de andere twee ook verbeteren.
In een poging om het concept van bewuste, onderbewuste en onbewuste gedachten te verduidelijken, schreef Hubbard dat het denken van de mens functioneel uit twee delen bestaat: het "analytische verstand" en het "reactieve verstand". Hij beschreef het analytische verstand als het positieve, rationele deel dat gegevens verwerkt, terwijl het "reactieve verstand" werkt als reactie op een prikkel. Scientologyleden geloven dat de reactieve mening de oorzaak van het lijden van een individu is, evenals de oorzaak van onmenselijk gedrag en het onvermogen van de mensheid om duurzame, rijke, gezonde maatschappijen te scheppen.
De centrale methode van Scientology wordt auditeren genoemd (Engels: "auditing", van Latijn audire: luisteren), waarbij een persoon in een-op-eencontact met een "auditor" staat die door Scientology is opgeleid. De auditor staat hem of haar bij om zich bewust te worden van de eigen gedachten en om het reactieve gedeelte van zijn geest te ontrafelen, zoals emotionele belasting, traumatische incidenten, eigen ethische overtredingen en slechte besluiten die dreigen de controle over zijn of haar eigen leven te verminderen.
De Scientologykerk verklaart dat het doel van Scientology een wereld zonder oorlog, misdadigers en krankzinnigheid is, waar de goede en fatsoenlijke mensen de vrijheid hebben om hun doelstellingen te bereiken. Om dit geloof te verspreiden dienen aangesloten leden van de kerk anderen actief aan te spreken en bij de kerk te betrekken, door ze te bewegen ook cursussen te gaan volgen. Door middel van deze actieve werving, "enrollment" genoemd, kan een kerklid zelf verder (hoger) komen in de hiërarchie van het systeem.
Het concept van de onstoffelijke ziel (thetan) dat binnen Scientology gehanteerd wordt leidt tot aanvaarding van vorige levens. Tijdens toepassing van de "auditingtechniek" legt de “auditor” geen beperkingen op aan het inzicht dat de geauditeerde in het eigen verleden verkrijgt. Overeenkomsten tussen auditingverslagen brachten dianetici en Hubbard er al vroeg toe (rond 1950) om dat verleden als objectieve werkelijkheid te accepteren. In verscheidene boeken (onder andere Have you lived before this life, Hubbard, 1951) worden ook traumatiserende gebeurtenissen beschreven die in technologisch geavanceerde omgevingen in een ver – zelfs buitenaards – verleden plaatsgevonden zouden hebben en waarvan de invloed nu nog door zou werken in het menselijk handelen.

## Relatie tot andere religies
In de geschriften van de Scientologykerk omschrijft men de eigen leer als een "religieuze filosofie". Scientology houdt zich bezig met het onstoffelijk deel van de mens, de geest in de oorspronkelijke betekenis, of ziel, het deel van de mens dat zich bewust is van het eigen bewustzijn. Dit wordt binnen de scientologykerk aangeduid met de term thetan. Door het strikt toepassen van scientologische principes en technieken zou men een niet-materiële vrijheid kunnen ervaren, een effect dat bij discussies over religie en spiritualiteit wel aangeduid wordt met de term transcendentie.
Volgens één der Scientologische basisprincipes is het begrip "God" meeromvattend dan het begrip geest of thetan. In het Credo van de scientologykerk neemt het Godsbegrip een prominente plaats in. In de beschrijvingen van filosofische principes en mentaal/spirituele procedures en technieken wordt het gebied van God of Goden echter nauwelijks behandeld omdat dat vooral als een persoonlijke kwestie wordt beschouwd, die sterk wordt beïnvloed door cultuur en opvoeding van het individu. Daarom wordt de Scientology in het algemeen tot de niet-theïstische religies gerekend.
Van de beoefenaar van Scientology wordt niet verlangd af te zien van een eigen afwijkende godsdienstige overtuiging. Wat dit aspect betreft heeft de leer overeenkomsten met bijvoorbeeld het shintoïsme en boeddhisme, die naast elkaar kunnen worden beleden.
Zoals eerder uitgelegd speelt het effect van traumatische ervaring een belangrijke rol in de Scientologische theorie en handelwijze. Die ervaringen zouden tot ver voor het huidige persoonlijke leven teruggaan. Het totaal van deze ervaringen werkt negatief op iemands capaciteiten en op het zelfbesef als een "geestelijk wezen" en wordt reactief verstand (Eng. reactive mind) genoemd (zie ook fianetica). In betekenis en effect komt dit overeen met het begrip karma uit het hindoeïsme en boeddhisme.
De Scientologyfilosofie stelt echter nadrukkelijk dat de mens van nature goed is en zich in één leven kan bevrijden van zijn karma (in zekere zin: van de erfzonde). Hier ligt binnen Scientology en dianetica zelfs de nadruk, waarmee de leer afwijkt van de dogma's van veel christelijke gezindten.
Het idee dat de wereld slechts werkelijk is omdat een mens (dus de thetan) de overtuiging heeft dat de wereld echt is, komt overeen met opvattingen van binnen de shintoreligie. Een van de (meeste) oosterse religies afwijkend aspect is dat de Scientologyleer stelt dat de thetan in de fase tussen twee levens als coherente eenheid intact blijft.
Samenvattend kan worden gesteld dat de Scientologyfilosofie op vele punten met oosterse religies overeenkomt.

## De scientologische blik op de werkelijkheid
Volgens het grondbeginsel van de Scientologyfilosofie is het wezenlijke deel van de mens – thetan, het zelfbewustzijn – niet-stoffelijk van aard en maakt het geen deel uit van de materiële wereld (welke in Scientology termen aangeduid wordt met MERT-universum, van Materie, Energie, Ruimte, Tijd). De thetan is derhalve onsterfelijk maar is verstrikt geraakt met de fysische wereld en is dientengevolge – onbewust – gedwongen om achtereenvolgende levens te leven. Vanaf het moment dat een thetan rond de tijd van de geboorte een nieuw lichaam heeft gevonden leert hij onder andere via het betreffende zenuwstelsel het nieuwe lichaam te besturen. Uit het feit dat de thetan een lichaam kan aansturen, wordt geconcludeerd dat de (onstoffelijke) thetan kennelijk energie en materie kan beïnvloeden, al is het maar om via de hersenen lichamelijke acties te initiëren. Opmerkingen die jonge kinderen soms maken over gebeurtenissen die zij uit hun huidige leven niet kunnen kennen worden in scientologische kringen nooit denigrerend behandeld en er wordt verondersteld dat ze op voorvallen uit het (verre) verleden van het kind kunnen berusten.
De theorie van een "theta-universum" (het symbool theta staat in de scientologyfilosofie voor leven of levenskracht) dat onafhankelijk zou bestaan van de fysische "MERT-wereld" werd voor het eerst gepubliceerd in het boek Science of Survival (Hubbard, 1951). In daaropvolgende onderzoekverslagen meldt Hubbard de ontwikkeling van een verdergaande theorie, die erop neerkomt dat de thetan niet slechts onafhankelijk van de materiële wereld kan bestaan maar er in zekere zin de oorzaak van is. Kort samengevat en sterk gesimplificeerd zegt de scientologyzienswijze dat theta, of alle thetans, de materiële wereld hebben gecreëerd en er op verwarrende wijze mee verstrengeld zijn geraakt. (Hoewel het gebruik van de verleden tijd hier eigenlijk niet juist is; Hubbard schrijft in Fundamentals of thought, 1956, over de continue creatie van de werkelijkheid in het heden.) De sleutel hiertoe is het reactieve verstand, de op onbewust niveau opgeslagen informatie die ontstaat door de botsing met de materiële wereld, welke de mens aan de fysische wereld gekoppeld houdt (zie ook dianetica). Dianetische en Scientologytechnieken zouden hierbij "ontwarrend" werken.
Nauw met deze theorie verbonden is het begrip "schaal van emotionele niveaus". Dit is een schaal van tientallen emoties die loopt vanaf sereniteit, omlaag naar actie, enthousiasme, conservatisme, antagonisme ("chagrijn"), kwaadheid, angst, apathie, waarbij apathie zich een weinig boven het niveau van de lichamelijke dood bevindt. Ieder mens (thetan) bevindt zich emotioneel ergens op deze schaal, afhankelijk van zijn voorgeschiedenis en huidige omstandigheden. In zijn oorspronkelijk staat bevond de thetan zich boven in de schaal, of hoger. Voortgaande verstrengeling met de fysische wereld door een toenemende invloed van het reactieve verstand en versterkt door onethisch gedrag, drijft de thetan langs de schaal van emoties omlaag. Goed uitgevoerde scientologische procedures, tezamen met ethisch gedrag, zouden schaal-opwaarts werken, waarmee stapsgewijs de controle over de fysische wereld wordt heroverd en waarbij – desgewenst – een afstandelijk gezichtspunt ten opzichte van het eigen lichaam, of mogelijk zelfs ten opzichte van de fysische wereld, zou kunnen worden ingenomen. Hoewel de meeste scientologen de technieken gebruiken vanwege het persoonlijk en sociaal welbevinden hoger op genoemde schaal, zijn er onder hen weinigen die de juistheid van de achterliggende filosofie betwijfelen.
Deze filosofie staat haaks op het in de westerse wereld populaire mechanistische gezichtspunt, waarbij gepoogd wordt het bestaan van de fysische wereld in termen van diezelfde fysische wereld te verklaren. Hierbij blijft het "ik"-bewustzijn, het zelfbesef dat men een bewust wezen is, onbegrepen, maar wordt het als product van de fysische wereld (hersenen) beschouwd.

## Scientology versus psychiatrie
De Scientologygemeenschap heeft vanaf haar beginperiode fel geageerd tegen de psychiatrie.
In 1969 werd het Citizens Commission on Human Rights (CCHR) opgericht met financiële steun van de International Association of Scientologists. Het CCHR heeft als doelstelling het "... onderzoeken en openbaar maken van overtredingen tegen de mensenrechten door de psychiatrie" en "… wetsovertredingen aan het bevoegde gezag te melden en zorgen dat passende maatregelen volgen." In de ogen van scientologyaanhangers hebben de huidige psychologisch/psychiatrische onderwijskundige filosofieën schadelijke effecten. Het behandelen van kinderen die gedragsstoornissen vertonen zoals ADHD wordt als onnodige en gevaarlijke symptoombestrijding beschouwd. Het CCHR stelt verder dat in bepaalde westerse landen tot bijna 10% van de schoolgaande jeugd psychofarmaca toegediend krijgt. Ook laakt de scientologygemeenschap het optreden van psychiaters als deskundigen bij rechtszaken. Ten slotte doet de CCHR pogingen om gevallen van agressie, moord of zelfmoord als gevolg van psychofarmaca als antidepressiva en psychostimulantia te beschrijven en te archiveren.
Psychiatrie wordt door aanhangers van de Scientology beschouwd als pseudowetenschap. Het standaard boek voor de classificatie van psychische aandoeningen, DSM, wordt door aanhangers van Scientology afgeschilderd als middel om voortdurend nieuwe psychische aandoeningen te creëren.

## Internationaal: van religie tot sekte
De Scientologykerken worden internationaal begeleid door de Church of Scientology International in Los Angeles, terwijl het Religious Technology Center toeziet op het juiste gebruik en de juiste uitvoering van de religieuze technologie. Scientology wordt beschouwd als een godsdienst in Australië, Spanje en Taiwan. In 1993 heeft de Amerikaanse belastingsdienst IRS de 150 Scientologykerken en instellingen in de VS na een langdurig juridisch gevecht als kerken en charitatieve instellingen belastingontheffing verleend. In Nieuw-Zeeland wordt Scientology gezien als een charitatieve instelling ter bevordering van religie. In enkele Europese landen wordt de Scientologykerk niet als een bonafide godsdienstige organisatie beschouwd, maar als een commerciële onderneming, of als een sekte zoals in Frankrijk. In het Belgische parlementaire sektenrapport van 1995-1996 (behandeld in de Kamer van volksvertegenwoordigers op 28 april 1997) wordt Scientology als een sekte aangemerkt. In Engeland is het ook toegestaan om Scientology een 'cult' (sekte) te noemen. De aard van Scientology is in elk van deze landen onderwerp van discussie, ongeacht de officiële positie.
Het Europees Hof voor de Rechten van de Mens heeft op 3 mei 2007 Rusland veroordeeld wegens schending van artikel 11 (vrijheid van vereniging) in het kader van artikel 9 (vrijheid van gedachte, geweten en godsdienst) bij het behandelen van een aanvraag voor herregistratie als religieuze organisatie. De Scientologykerk heeft veel tijd, inspanning en middelen besteed aan een public relations-campagne om aan de wereld duidelijk te maken dat Scientology een bonafide religie is, getuige studies over de godsdienstige doctrines van Scientology die door prominente deskundigen van diverse godsdiensten verricht werden, waaronder:
- Bryan R. Wilson, emeritus hoogleraar, Universiteit van Oxford;[22]
- Régis Dericquebourg, hoogleraar godsdienstsociologie, Universiteit van Rijsel;
- Urbano Alonso Galan, doctor in de filosofie en de theologie, Gregoriaanse Universiteit, Rome;
- Fumio Sawada, achtste sleutelbewaarder van Yu-itsu Shinto (voorheen rector magnificus van de Sophia Universiteit, Japan).[23]

In 1996 oordeelde een Duitse rechtbank dat Scientology geen godsdienst is, maar wel geassocieerd mag worden met "brainwash"-activiteiten als "mensverachtend onderdrukkingskartel". In 1997 werd deze uitspraak evenwel door een hogere rechtbank beslecht in het voordeel van Scientology, hoewel er politici blijven oproepen om de organisatie te verbieden. Een rapport betreffende de mensenrechten in Duitsland uit 2008 van de afdeling mensenrechten van het United States Department of State bemerkte dat Scientology in Duitsland niet erkend is als religie maar dat desondanks de volgers niet gehinderd werden in het bedrijven van hun religieuze activiteiten zowel in de private als de publieke omgeving. Verder wordt vastgesteld dat de autoriteiten Scientology als een mogelijke dreiging voor de democratische orde beschouwen, wat discriminatie van volgers van Scientology in de hand werkt.

## Kritiek
Hubbard werd in de vorige eeuw in diverse landen beschuldigd van een godsdienstige façade voor Scientology vanwege de vrijstelling van belastingen. Deze beschuldigingen achtervolgen de scientologykerken hier en daar nog steeds.
In een aantal Duitse deelstaten is Scientology onder observatie van de Bundesamt für Verfassungsschutz, een veiligheidsdienst die staatsgevaarlijke organisaties onderzoekt. De Duitse Scientologyvertegenwoordiging stelt dat dit onderzoek geschiedt op grond van een verkeerde voorstelling van zaken en beschuldigt deze deelstaten er op haar beurt van een negatief beeld van de organisatie te willen schetsen. Het Duitse hof van justitie in Keulen heeft echter geoordeeld dat de observatie terecht is. Als motivatie gaf de rechtbank dat de activiteiten van Scientology gericht zijn tegen de vrije democratie. Omdat de doelstellingen van Scientology volgens de Keulse rechtbank in strijd zijn met de mensenrechten, de rechten van het volk, het recht op vrije verkiezingen en het recht op vrije keuze zoals deze zijn vastgelegd in de Duitse grondwet, vindt de rechtbank observatie van Scientology door de "Verfassungsschutz" gerechtvaardigd. In april 2005 besliste het hoger gerechtshof in Saarland ook dat de observaties toegestaan waren, maar dat de middelen van de geheime dienst niet langer waren toegestaan omdat dat niet in verhouding stond tot de situatie in Saarland waar de Scientology geen vestiging had en er slechts twintig leden waren.
Scientology wordt het meest nadrukkelijk vertegenwoordigd door de Scientologykerk. Dit is een door tegenstanders omstreden instelling. Critici beweren dat de Scientologykerk een commerciële organisatie is met een lange geschiedenis van het verdedigen van haar onderwijs door middel van auteursrecht en handelsgeheimen, en gebruik te maken van drukmiddelen om geld van haar leden los te krijgen. Haar geschiedenis van het gebruiken van haar volledig commercieel gewicht in processen tegen privépersonen heeft veel kritiek opgeleverd.

### Achtergrond van de controverse rond Scientology
De publicaties van Hubbard, die lijnrecht stonden tegenover door de psychiatrie als wetenschappelijk bewezen of geaccepteerd geachte ideeën over de mens, alsmede de opvallende resultaten die met de dianetische techniek op het gebied van de geest en bij psychosomatische aandoeningen werden behaald, zetten kwaad bloed.
In de VS kwam de voornaamste weerstand tegen Scientology in de tweede helft van de vorige eeuw onder andere van de CIA, FBI en belangenorganisaties van de psychiatrie. Volgens de scientologyorganisatie hebben zij en/of Hubbard onder andere aan het licht gebracht: de destijds geheime 'mind control'-experimenten van het leger van de VS en de CIA (ca. 1945), als eerste die over die experimenten schreef. In 1974 kwamen feiten over dit onderzoek boven water als gevolg van een door het Congres van de VS ingestelde onderzoekscommissie. In de jaren negentig ageerden aan scientologygelieerde groepen (CCHR) fel tegen de gevaren van nieuwe psychofarmaca die op de markt gebracht werden.
Volgens de Scientologykerk bestond het antwoord van genoemde overheidsinstellingen op de onthullingen uit het internationaal verspreiden van misleidende informatie over de kerk.
In Europa bleken vooral organisaties en groeperingen in Duitsland een geschikte voedingsbodem om een anti-Scientologystandpunt te verbreiden. De controverse is in Duitsland in Beieren en Baden-Württemberg nog niet tot een eindconclusie gekomen.
In Australië werd Jan Eastgate, het hoofd van de "International Commission on Human Rights" van de kerk gearresteerd voor het intimideren van de 11-jarige Carmen Rainer en haar te dwingen valse verklaringen af te leggen over het seksueel misbruik door haar stiefvader.  Rainer beweert dat Eastgate, die toen hoofd was van de burgercommissie over de mensenrechten (CCHR) van de kerk in Australië, haar zei dat ze elke beschuldiging van seksueel misbruik moest ontkennen, anders zouden zij en haar broer meegenomen worden door de jeugdzorg. Rainers moeder verklaarde dat Eastgate hen beiden vertelde wat ze moesten zeggen en te liegen tegen de politie en het ministerie van Community Services.
In Duitsland zijn er duidelijke aanwijzingen dat leden van de sekte meer en meer in financiële problemen komen.
In Nederland gaat de controverse rond Scientology voornamelijk over de handelwijze van Scientology zelf. Zo geeft Scientology cursussen die door velen als buitensporig duur worden beschouwd.
Ook doet Scientology er alles aan om te voorkomen dat critici informatie van Scientology openbaar maken. Dit doen ze door het veelvuldig aanspannen van rechtszaken, die in de meeste gevallen worden verloren. Een bekend voorbeeld van een rechtszaak van Scientology is de rechtszaak tegen Karin Spaink en meerdere internetproviders over de publicatie van het Fishman-affidavit.

L. Ron Hubbard lijkt een voorstander van deze handelwijze: het veelvuldig aanspannen van rechtszaken. Zo schreef hij ooit: 
Het doel van de zaak is eerder om dwars te zitten en te ontmoedigen, dan om te winnen. De wet kan makkelijk gebruikt worden om dwars te zitten, en iemand genoeg dwarszitten die het al moeilijk heeft ... zal voldoende zijn. Indien mogelijk, natuurlijk, ruïneer hem dan volledig."

## Onafhankelijke scientologygroeperingen en afsplitsingen
Hoewel de term Scientology meestal als aanduiding voor de scientologykerk wordt gebruikt, zijn er ook groepen die Scientology en dianetiek buiten de officiële kerk beoefenen. Dergelijke groepen zijn meestal afsplitsingen van de officiële Kerk en stellen gewoonlijk dat de scientologykerk de principes van L. Ron Hubbard heeft bedorven of overdreven bazig is geworden. De kerk distantieert zich van deze afgescheiden groepen. Ze bestempelt hen als "afvalligen" ("eekhoorns" in het jargon van scientology) en onderwerpt hen vaak aan aanzienlijke juridische en sociale druk. De afgescheiden groepen vermijden de naam "scientology" om te voorkomen dat ze worden aangeklaagd. In plaats daarvan bezigen ze unaniem de naam Free Zone ("Vrije streek"). De groeperingen van de Free Zone zijn uiterst heterogeen in termen van doctrine — in tegenstelling tot de officiële kerk. Sommige "Free Zoners" hangen min of meer de zuivere Scientologyleer aan, gebaseerd op de teksten en de principes van Hubbard, maar zonder de supervisie en de hoge cursusvergoedingen van de Scientologykerk. Anderen hebben de ideeën van Hubbard tot radicaal nieuwe vormen ontwikkeld. In sommige stromingen binnen de Free Zone is de originele leer van Scientology nauwelijks herkenbaar.
Oud-Scientologyaanhanger en trainer Werner Erhard begon in de jaren zeventig zijn later berucht geworden Erhard Seminars Training (EST) waarin grote groepen mensen met aan Scientology verwante technieken persoonlijke groei beloofd werd. Erhard belandde in processen die Scientology tegen hem voerde. Omdat de EST trainingen door beschuldigingen van hersenspoelpraktijken een slechte naam begonnen te krijgen ging Erhard in de jaren tachtig verder onder de naam "Landmark Education" waarvan hij zijn aandelen later verkocht. Dit bedrijf bestaat met vergelijkbare trekken als zijn voorgangers Scientology en EST tot op de dag van vandaag.

## Rechtszaken

### Rechtszaak Scientology vs Spaink en XS4ALL
Karin Spaink, een Nederlands publiciste en de internetprovider XS4ALL (en nog enige andere providers), raakten in 1995 verwikkeld in een rechtszaak die was aangespannen door aanhangers van de scientology. Dit gebeurde omdat Spaink auteursrechtelijk beschermde teksten van Scientology op haar internetsite zou hebben gepubliceerd. Vanuit Spainks gezichtspunt waren het slechts uittreksels van deze teksten en moest het recht op vrije meningsuiting zwaarder wegen dan auteursrechten.
Ofschoon Spaink steeds door verschillende rechtbanken werd vrijgesproken tekende Scientology steeds weer beroep aan. De zaak kwam tot bij de Hoge Raad der Nederlanden. Na zoveel maal uitstel van rechtspraak door de Hoge Raad (gedurende totaal anderhalf jaar) werd die verwacht op 8 juli 2005, echter, daags tevoren trok Scientology haar beroep in, met als reden dat de rechtszaak geen meerwaarde zou hebben voor situaties in het buitenland.

De advocaat-generaal bracht op 16 september 2005 een advies uit aan de Hoge Raad 
...om toch inhoudelijk op de zaak in te gaan, "met het oog op de rechtseenheid of de rechtsontwikkeling, dan wel gelet op het belang voor de praktijk.
 De Hoge Raad maakte op 16 december 2005 bekend dat niet te zullen doen. De uitspraak van het Gerechtshof, die de gedaagden in het gelijk stelde, is hiermee definitief.

### Rechtszaak België vs Scientology
Op 4 september 2007 gaf de Belgische justitie te kennen de Belgische scientologykerk en het Europese bureau van de internationale beweging (Church of Scientology International) voor de rechter te slepen wegens fraude en afpersing. Daarnaast worden veertien vooraanstaande scientologyleden aangeklaagd voor afpersing, oplichting, inbreuken op de handelspraktijken, onwettige uitoefening van de geneeskunde, overtreding van de privacywet en deelname aan een criminele organisatie. Hiermee doelde de aanklager niet op de (Europese of internationale) scientologykerk, maar het vermeende samenwerkingsverband van deze veertien verdachten.
Het vooronderzoek heeft acht jaar geduurd. In 1999 werden al huiszoekingen verricht. Deze aanklacht is het grootste fraudedossier dat ooit wereldwijd tegen Scientology is opgesteld. Een vertegenwoordiging van de scientologykerk legde een verband tussen de aankondiging van de rechtszaak en een grootschalige actie die een met Scientology gelieerde organisatie van plan was om het – in eigen termen – innige verband tussen de psychiatrie en de farmaceutische industrie onder het oog van het publiek te brengen. De aankondiging zou dan een poging zijn tot beïnvloeding van de publieke opinie. De Scientologykerk gaf aan deze aanklacht aan te zullen vechten en beschuldigde onderzoeksrechter Jean-Claude van Espen, ervan een heksenjacht tegen haar te hebben geopend. In 2009 werd de zaak tijdelijk stilgelegd. Nog voor de rechtbank uitspraak had gedaan, werd in 2012 besloten om de scientologykerk en een aantal topmedewerkers in België te vervolgen. De directe aanleiding was bedrog met arbeidscontracten, waarbij medewerkers werden aangetrokken voor jobs, maar uiteindelijk een vrijwilligerscontract kregen voorgeschoteld. Scientology ging hierop naar het Europees Hof voor de Rechten van de Mens omdat het vermoeden van onschuld zou geschonden zijn, maar kreeg hierover ongelijk. In 2014 werden uiteindelijk twee van haar vzw's, de vzw Scientologykerk van België en het European Office for Public Affairs and Human Rights, en 11 medewerkers doorverwezen naar de strafrechtbank op beschuldiging van het vormen van een criminele organisatie, oplichting, illegale geneeskunde, inbreuken op de privacywetgeving en afpersing, maar dit heeft niet tot enige veroordeling geleid.
De Rechtbank van Brussel deed op 11 maart 2016 uitspraak waarin zij overwoog dat het ruim 120 dozen tellende dossier onvolledig was, het onderzoek van het federaal parket "meer dan wazig", en dat het federaal parket er op een ontoelaatbare wijze een proces tegen een ideologie van had gemaakt. De correctionele rechtbank van Brussel oordeelde dat de Scientology-kerk geen crimininele organisatie en geen misdadige vereniging is en stelde vast dat de vervolgingen onontvankelijk waren omdat de tenlasteleggingen tegen zowel leden als voormalige leden van de kerk zijn verjaard.